# Padam, padam...
Padam, padam... è un brano musicale dalla cantante e paroliera francese Édith Piaf. La melodia della canzone fu originariamente composta nel 1942 da Norbert Glanzberg, e il testo fu successivamente aggiunto da Henri Contet, il brano fu registrato come singolo nel 1951 con l'orchestra di Robert Chauvigny e in seguito fu incluso nel suo album Récital À l'Olympia registrato all'Olympia di Parigi nel 1955. Questo è uno dei grandi successi internazionali del suo repertorio e della storia della canzone francese.

## Storia e significato
Il testo evoca la storia e i ricordi di una persona riguardo a una melodia seducente, un'allusione a un amante del passato.
Glanzberg e Contet avevano composto e scritto questa canzone realistica sulla vita di Edith Piaf sulle note di un walzer. La musica al tempo stesso è triste, trasmette un sentimento di nostalgia, evocando i ricordi della cantante di relazioni e amori passati, in particolare del suo grande amore Marcel Cerdan che morì tragicamente in circostanze accidentali all'età di 33 anni, a bordo di un volo Parigi-New York.
Questi ricordi affettuosi le fanno battere il cuore. Il ritornello esprime la complessa emozione della nostalgia, mentre le strofe rievocano i ricordi d'amore e di dolore nei dettagli. In definitiva la canzone invita a esplorare la bellezza e il dolore degli amori passati e le emozioni ad essi associate.
Infine Padam allude anche a Paname (Parigi nello slang parigino) della sua vita parigina.
La canzone ha un ritmo di valzer 3/4 per creare un effetto "continuo e piacevole all'orecchio". 
La persona che canta la canzone esprime un ricordo nostalgico e malinconico legato alla musica. Descrive una melodia evocativa e indimenticabile nei suoi ricordi da ex amante, da cui l'onomatopea: padam, padam... del battito cardiaco.